# The Beatles Collection
The Beatles Collection is een boxset van de Britse band The Beatles. De boxset bevat alle albums die de band in het Verenigd Koninkrijk heeft uitgebracht, en telt ook een nieuw compilatiealbum genaamd Rarities. Alle albums zijn in stereo op de boxset opgenomen.
Hoewel de boxset enkel de Britse albums van de band bevat, werd deze ook uitgebracht in de Verenigde Staten. Het album Rarities kende dan zowel ook een Britse en een Amerikaanse versie. De Amerikaanse uitgave van de boxset kende een beperkte oplage van drieduizend stuks, die allemaal genummerd waren. Vanwege de beperkte beschikbaarheid werd de Britse uitgave vaak geïmporteerd naar de Verenigde Staten.
Op The Beatles Collection is niet al het werk van The Beatles te vinden. Zo werd het album Magical Mystery Tour niet in de boxset opgenomen, aangezien deze alleen als album in de Verenigde Staten was verschenen, terwijl het in Engeland alleen als dubbel-ep was uitgebracht en pas in 1976 als officieel album verscheen. Ook verschenen losstaande singles die nooit op een officieel studioalbum stonden niet in de boxset.

## Albums
Alle albums zijn oorspronkelijk uitgebracht door Parlophone, met uitzondering van The Beatles tot en met Let It Be, uitgebracht door Apple Records.
| Album                                 | Releasedatum      |
| ------------------------------------- | ----------------- |
| Please Please Me                      | 22 maart 1963     |
| With the Beatles                      | 22 november 1963  |
| A Hard Day's Night                    | 10 juli 1964      |
| Beatles for Sale                      | 4 december 1964   |
| Help!                                 | 6 augustus 1965   |
| Rubber Soul                           | 3 december 1965   |
| Revolver                              | 5 augustus 1966   |
| Sgt. Pepper's Lonely Hearts Club Band | 1 juni 1967       |
| The Beatles ("White Album")           | 22 november 1968  |
| Yellow Submarine                      | 17 januari 1969   |
| Abbey Road                            | 26 september 1969 |
| Let It Be                             | 8 mei 1970        |
| Rarities                              | 2 november 1978   |